# Cantone di Boves
Il Cantone di Boves era una divisione amministrativa dell'arrondissement di Amiens.
È stato soppresso a seguito della riforma complessiva dei cantoni del 2014, che è entrata in vigore con le elezioni dipartimentali del 2015.
Comprendeva i comuni di:
- Blangy-Tronville
- Boves
- Cachy
- Cottenchy
- Dommartin
- Dury
- Estrées-sur-Noye
- Fouencamps
- Gentelles
- Glisy
- Grattepanche
- Guyencourt-sur-Noye
- Hailles
- Hébécourt
- Remiencourt
- Rumigny
- Sains-en-Amiénois
- Saint-Fuscien
- Saint-Sauflieu
- Saleux
- Salouël
- Thézy-Glimont
- Vers-sur-Selles